# Сокілецька сільська рада (Немирівський район)
| Сокілецька сільська рада — колишній орган місцевого самоврядування у Немирівському районі Вінницької області з адміністративним центром у с. Сокілець. Сільраді були підпорядковані населені пункти: - с. Сокілець - с. Гвоздів - с. Олексіївка |

## Склад ради
Рада складається з 12 депутатів та голови.

## Керівний склад сільської ради
| ПІБ                        | Основні відомості                                                         | Дата обрання | Дата звільнення |
| -------------------------- | ------------------------------------------------------------------------- | ------------ | --------------- |
| Жук Іван Васильвич         | Сільський голова, 1949 року народження, освіта, безпартійний              | 26.03.2006   | 31.10.2010      |
| Сердюк Борис Володимирович | Сільський голова, 1971 року народження, освіта вища, член Партії регіонів | 31.10.2010   |                 |

Примітка: таблиця складена за даними джерела